# Tabscoob

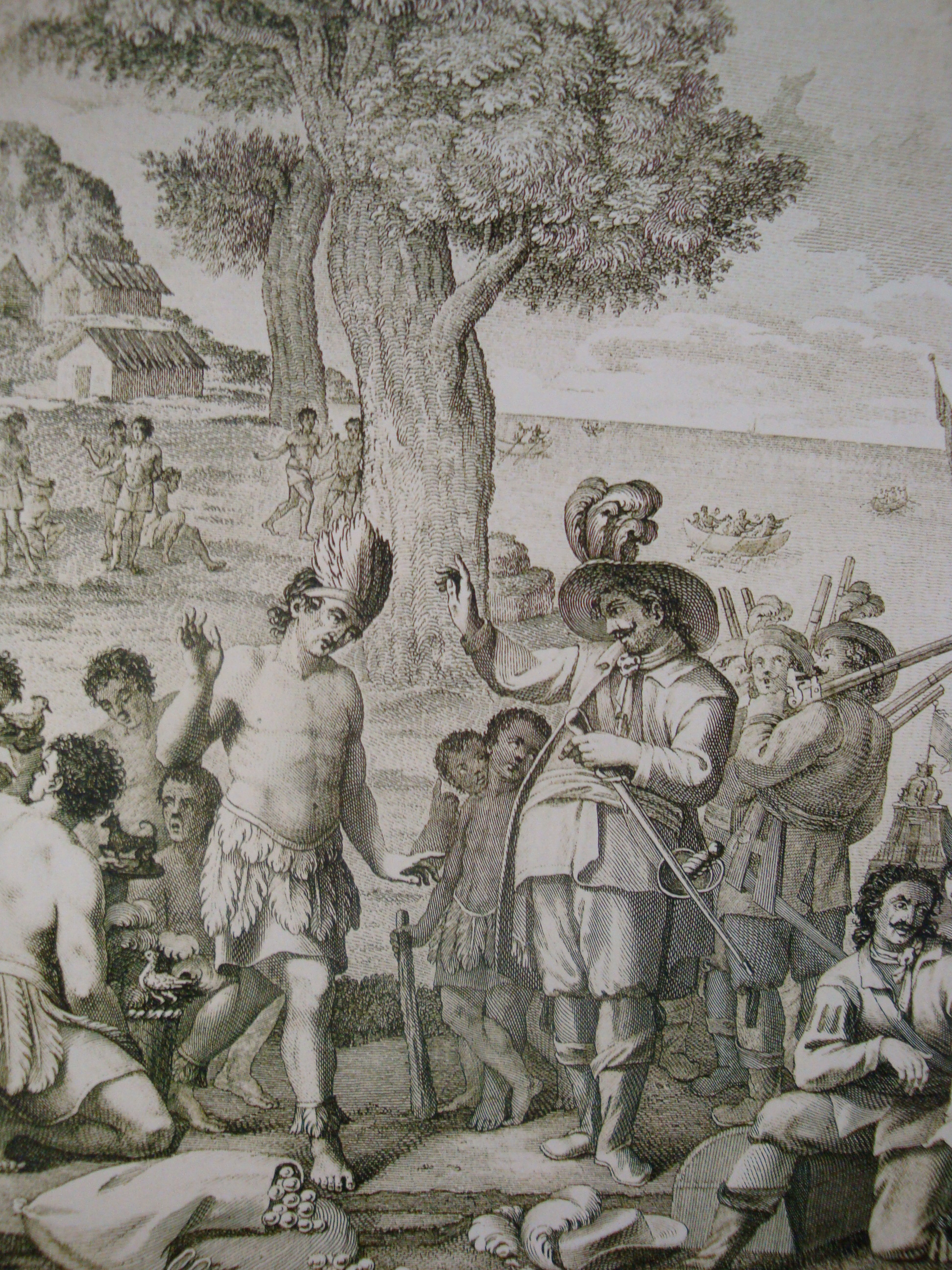
Encuentro del cacique maya Tabscoob, con el español Juan de Grijalva en 1518.

Tabscoob (en lengua yokot t'an: "Nuestro Señor de los Ocho Leones") fue un halach uinik (cacique maya) de la jurisdicción de Potonchán, conocido porque dirigió a los mayas-chontales en la batalla de Centla contra los españoles dirigidos por Hernán Cortés el 14 de marzo de 1519.
Su señorío tuvo lazos comerciales con los mexicas y otras jurisdicciones mayas, especialmente con la jurisdicción de Chakán Putum (cuyo Cacique era hermano suyo), quienes después de haber tenido contacto con las expediciones de Francisco Hernández de Córdoba y Juan de Grijalva advirtieron a los chontales estar prevenidos. El 8 de junio de 1518, Juan de Grijalva desembarcó en la provincia de Potonchán y se entrevistó con el gobernante Tabscoob a quien se dice le regaló su jubón de terciopelo verde y unas alpargatas color rosa.

## Guerra contra Xicalango en 1513
Entre Potonchán y la isla de Tris existía una población de origen nahuatl llamada Xicalango, el cual era un importante puerto en el Golfo de México, pero al ser de raza diferente a la maya, tenían constantes fricciones con Potonchán ya que frecuentemente los xicalangos cruzaban por territorio de la provincia de Tabasco. Esto desembocó en el año de 1513 en una guerra, en la que Tabscoob dirigió un ejército de 20,000 hombres, y derrotó a los xicalangos.
Era costumbre entre los naturales que el vencido hacía diversos obsequios a los vencedores. Es así como el cacique Tabscoob recibió un gran número de esclavas entre las que se encontraba Malintzin, la célebre Malinche.

## Encuentro con Juan de Grijalva en 1518
El 8 de junio de 1518, el español Juan de Grijalva desembarcó en Potonchán y con ayuda de los intérpretes mayas que llevaba, comenzó a entablar un diálogo amistoso con los naturales, además de halagarlos con obsequios, Grijalva les suplicó que llamasea a su jefe para conocerlo y conferenciar con él. Es así, como al rato se presentó ante Grijalva el cacique Tabscoob con sus nobles, saludando al capitán español. Durante la plática, ambos personajes intercambiaron obsequios: Tabscoob le obsequió unas láminas de oro en forma de armadura y unas plumas, mientras que Grijalva le regaló al cacique maya su jubón de terciopelo verde.
Tabscoob le indicó al capitán español, en un lugar llamado Culua que estaba "hacia donde se pone el sol..." había mucho más de ese material. Grijalva en su turno, le habló al cacique maya con cortesía, exponiéndole que venía a nombre de un gran señor llamado Carlos V el cual era muy bueno y los quería tener por vasallos. Tabscoob le respondió que ellos vivían felices así y que no necesitaban de otro señor, y que si quería conservar su amistad, que se marcharan. Grijalva, después de abastecerse de agua y víveres, se embarcó rumbo a Culúa (hoy San Juan de Ulúa).

## Llegada de Hernán Cortés en 1519

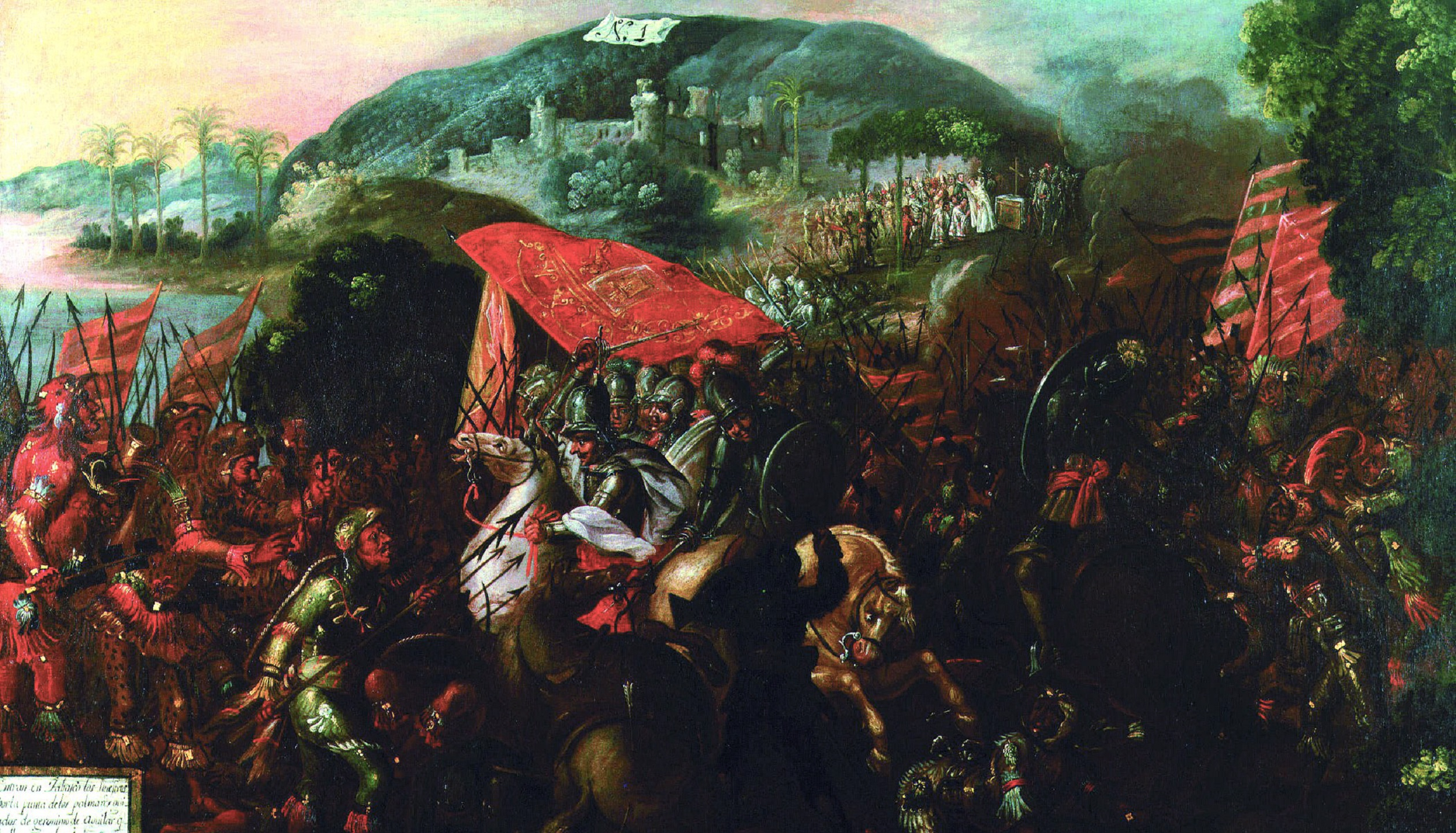
Entrada de Hernán Cortés a la ciudad de¨Potonchán o Tabasco.

El 12 de marzo de 1519, llegó a la desembocadura del río Grijalva el conquistador español Hernán Cortés, quien decide dejar anclados sus barcos y en los bateles se interna por el río, en busca de la gran ciudad de indios descrita por Juan de Grijalva. Cortés desembarcó en el lugar llamado Punta de los Palmares justo en la desembocadura del río.
Cortés les dijo por medio de un traductor a unos indígenas que estaban en una lancha que "no les haría ningún mal, que venían en paz y que solo querían hablar con ellos". Pero viendo Cortés que los naturales seguían amenazantes, ordenó traer las armas en los bateles y repartió en ellos a los ballesteros y escopeteros, y comenzó a planear la forma de atacar la población.

### Toma de Potonchán
Al día siguiente 13 de marzo de 1519, Cortés diseña la estrategia para atacar Potonchán, para esto mandó a Alonso de Ávila con cien soldados para que fuera por el camino que llevaba al pueblo, mientras que el propio Cortés y el otro grupo de soldados iba en los bateles. Ahí, en la orilla, les hizo Cortés un "requerimiento" delante de un escribano del rey llamado Diego de Godoy, para que los dejaran desembarcar, levantándose así la primera acta notarial en México.
Ante la negativa de los indígenas, Cortés decide atacarlos, iniciándose el combate. Las huestes de Tabscoob y Cortés se enfrentaron y estando en pleno combate, llegaron por la parte trasera de la población los refuerzos de Alonso de Ávila, haciendo huir a los indígenas, consumándose así la toma de la población por parte de los conquistadores españoles.

### Batalla de Centla

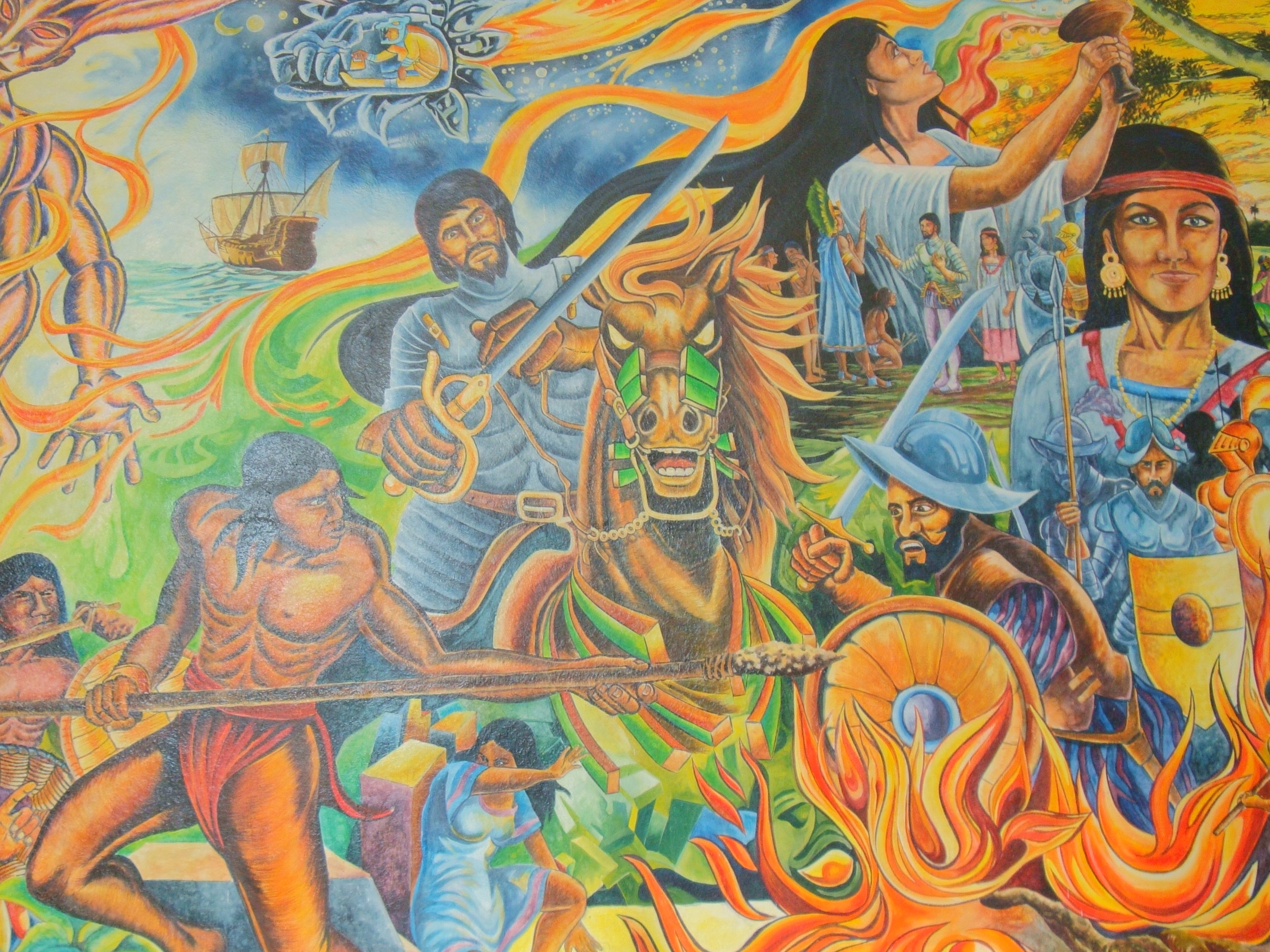
Batalla de Centla desarrollada entre las huestes de Tabscoob y el ejército de Hernán Cortés.

El 14 de marzo, las huestes de Tabscoob calculadas por algunos historiadores en 40,000 hombres, se enfrentaron en las llanuras de Cintla a los españoles comandados por Hernán Cortés, desarrollándose la Batalla de Centla, que sería la primera gran batalla de los conquistadores españoles en lo que más tarde sería la Nueva España, y fueron el poderío de las armas de fuego de los españoles y la sorpresa y miedo que causó en los indígenas la aparición de la caballería (ya que los naturales nunca habían visto caballos y pensaron que animál y jinete eran uno mismo) lo que a la postre le dio la victoria al ejército español calculado en 410 soldados.
Días después, el 16 de abril, se presentó ante Cortés, el cacique Tabscoob y todo su séquito, quienes juraron lealtad y sujeción a la Corona española. Y tal y como era la tradición indígena, Tabscoob obsequió a Cortés 20 nativas, entre las que se encontraba Malintzin, quien se convertiría en un arma valiosa para Cortés en la conquista de México.
Sin embargo la conquista de Tabasco estaba muy lejos de lograrse, ya que los indígenas se rebelaron en muchas ocasiones contra los españoles. Tendrían que pasar 45 años de luchas y campañas militares para que los conquistadores españoles pudieran derrotar definitivamente a las pequeñas resistencias indígenas tabasqueñas.

## Nombre del estado de Tabasco
Se piensa que el nombre del estado mexicano de Tabasco proviene del nombre de este gobernante. Existe un monumento en la ciudad de Villahermosa (Tabasco) dedicado a su memoria.